# أنطونيو موريرا
أنطونيو موريرا (بالإسبانية: Antonio Moreira)‏ هو لاعب رماية إسباني، (و. 1897 – 1937 م).

## وصلات خارجية
- أنطونيو موريرا على موقع أوليمبيديا (الإنجليزية)